# Albert Rhomberg

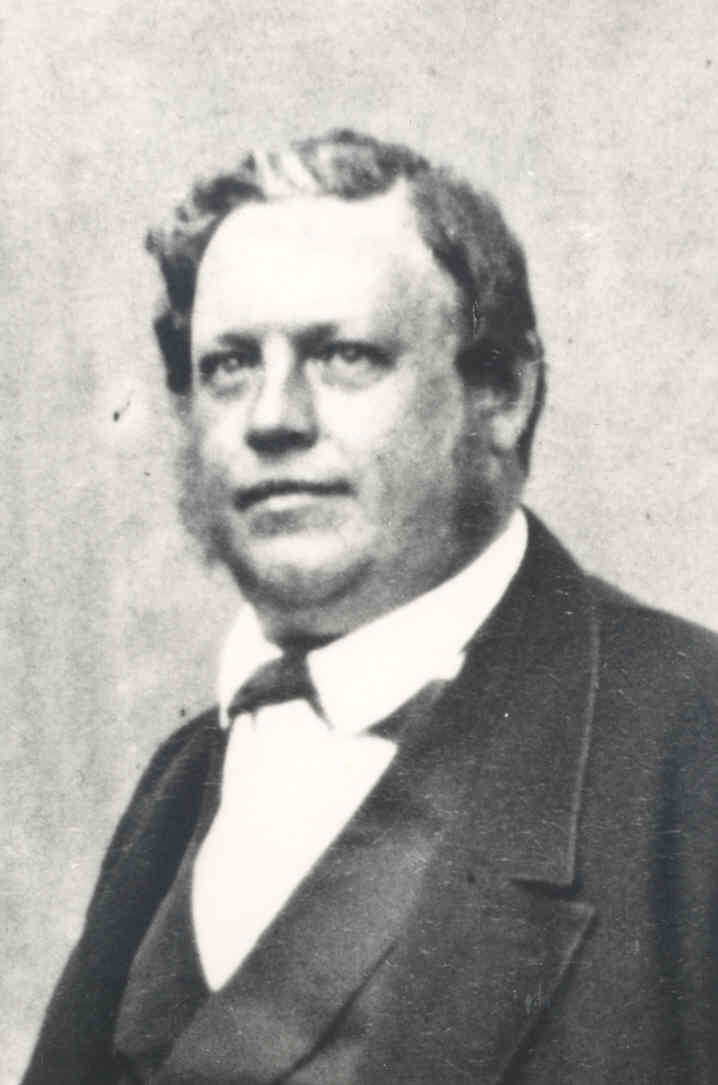
Albert Rhomberg

Albert Rhomberg (eigentlich: Josef Anton Albert Rhomberg; * 4. Jänner 1819 in Dornbirn; † 1. Juli 1884 ebenda) war ein österreichischer Unternehmer und Politiker. Er war von 1871 bis 1872 konservativer Abgeordneter im Österreichischen Abgeordnetenhaus des Reichsrates, von 1872 bis 1882 Abgeordneter zum Vorarlberger Landtag sowie zuletzt Landeshauptmann-Stellvertreter in Vorarlberg.

## Leben
Rhomberg absolvierte seine Schulbildung in Dornbirn und lernte die Französische Sprache in Genf. Zudem erlernte er die Italienische Sprache bei seiner Tätigkeit als Kaufmann in der Niederlassung der Firma in Verona. Er war – wie auch sein Schwager Wilhelm Rhomberg – Gesellschafter der Firma Herrburger & Rhomberg.
Seine politische Karriere begann Rhomberg 1850 als Mitglied im Gemeindeausschuss von Dornbirn, wobei er diese Position bis 1876 innehatte. Er fungierte dabei von 1857 bis 1864 als Bürgermeister von Dornbirn und war zwischen 1849 und 1869 auch Ortsschulaufseher. 1871 wurde Rhomberg zudem als Landtagsabgeordneter im Vorarlberger Landtag angelobt, wobei er der konservativen Fraktion angehörte und den Wahlkreis des Marktes Dornbirn vertrat. Für die 7. Session bzw. IV. Legislaturperiode wählte der Vorarlberger Landtag Rhomberg als Vertreter der Städte und Märkte Vorarlbergs zum Mitglied des Abgeordnetenhauses, wo er am 27. Dezember 1871 angelobt wurde. Nachdem Rhomberg und sein Kollege Josef Anton Oelz 1872 das Notwahlgesetz sanktioniert hatten, wurden sie von den Parteigenossen heftig kritisiert, woraufhin beide im Dezember 1872 ihr Mandat niederlegten. Bei den Ersatzwahlen im Landtag fiel die Wahl jedoch wiederum auf sie. Nachdem 1873 mit kaiserlichem Patent die Durchführung von unmittelbaren Reichsratswahlen angeordnet worden war, kandidierte Rhomberg am 21. März 1873 für das Mandat der Städte und Märkte Bregenz, Feldkirch, Bludenz und Dornbirn bzw. der Handels und Gewerbekammer von Vorarlberg. Während Rhomberg die Wahl in Dornbirn klar und in Bludenz knapp gewann, unterlag er dem Gegenkandidaten Sebastian von Froschauer in Feldkirch, Bludenz sowie in der Handels- und Gewerbekammer klar, wobei Froschauer mit 1079 von 2081 gültigen Stimmen zum Abgeordneten gewählt wurde. Rhomberg war mit 1042 Stimmen knapp unterlegen  und schied aus dem Abgeordnetenhaus endgültig aus. Rhomberg schied 1882 auch aus dem Vorarlberger Landtag aus, nachdem er zuvor von 1880 bis 1882 als Landeshauptmannstellvertreter Vorarlbergs fungiert hatte.
Neben seinen politischen Aktivitäten engagierte sich Rhomberg auch als Mitglied des katholisch-politischen Volksvereins, war Mitbegründer des Katholischen Vereinshauses Dornbirn sowie 1859 Mitbegründer der Dornbirner Schützen-Kompagnie.

## Privates
Albert Rhomberg wurde als Sohn des Kaufmanns Josef Anton Rhomberg (1796–1849) und dessen Gattin Maria Anna Katharina Lanter (1796–1854) in Dornbirn geboren. Seine Eltern erblickten das Licht der Welt ebenfalls in Dornbirn und hatten hier auch ihren Sterbeort. Albert Rhomberg heiratete am 30. August 1841 in Dornbirn die ebenfalls aus Dornbirn stammende Maria Friederika (1819–1893) und wurde 1842 Vater seiner Tochter  Maria Karla Emma und 1854 Vater seines Sohnes Karl Theodor.

## Auszeichnungen
- Goldenes Verdienstkreuz mit Krone (1859)